# Kamienica Dilewskiego w Olsztynie
Kamienica Dilewskiego – zabytkowa kamienica w Olsztynie. Mieści się przy al. Warszawskiej 41.
Została zbudowana w 1906 roku przez olsztyńskiego przedsiębiorcę budowlanego Alberta Dilewskiego. Obiekt należał do rodziny Dilewskich co najmniej do wybuchu II wojny światowej. Po wojnie w budynku mieścił się areszt NKWD. W 2008 roku kamienicę wpisano do rejestru zabytków. Obecnie w kamienicy mieści się pub.